# Fabiola Ramírez
Fabiola Ramírez (19 de enero de 1990) es una deportista mexicana que compite en natación adaptada. Ganó una medalla de bronce en los Juegos Paralímpicos de Tokio 2020 en la prueba de 100 m espalda (clase S2).

## Palmarés internacional
| Juegos Paralímpicos | Juegos Paralímpicos | Juegos Paralímpicos | Juegos Paralímpicos |
| Año                 | Lugar               | Medalla             | Prueba              |
| ------------------- | ------------------- | ------------------- | ------------------- |
| 2020                | Tokio (Japón)       | Medalla de bronce   | 100 m espalda S2    |